# 김종석 (1900년)
김종석(金鍾射, 1900년  ~ 1997년)은 대한민국의 공학자다.
1923년, 경성고등공업학교 토목공학과를 나와 1930년 일본 규슈 대학 채광학과를 졸업하였다. 1932년 일실광업·공영광업의 소장을 지냈으며, 1950년에는 동 회사 지배인으로 임명되었다. 그 해에 상공부 광무국장에 임명되었으며, 1952년 지질광물연구소장(地質鑛物硏究所長)으로 선임되었다.
서울대학교 공학대학 대우교수, 대한광산학회 회장, 학술원 회원으로 지냈다.

## 훈장 및 저서
- 국민훈장 동백장 및 모란장
- 학술원 공로상을 수상
- 《측량학 통론》
- 《광산기계시설 설계》
- 《자원개발공학 통론》